# Danilo Dueñas
Danilo Dueñas (Cali, 15 de agosto de 1956) es un artista visual y pintor colombiano. 

## Biografía
Ha participado con su obra en numerosas exposiciones internacionales incluyendo “Beuys y más allá: El enseñar como arte” (Biblioteca Luis Ángel Arango, Bogotá); “Correspondencias: Arte Contemporáneo de la Colección Patricia Phelps de Cisneros” (Wheaton College, Norton, EE. UU.): “Mesótica” (Museo de Arte y Diseño Contemporáneo, San José de Costa Rica, 1995); “Transatlántica” (Museo Alejandro Otero, Caracas, 1995) "The way things fall (FRAC Pays de la Loire, Carquefou, Francia, 2018).
Ha expuesto individualmente en el Museo de Arte Contemporáneo de Caracas (2003), y en el Museo de Arte Moderno y el Museo de Arte de la Universidad Nacional (Bogotá, 2001). 
Desde 1990, Dueñas ha sido profesor en la Universidad de los Andes, Universidad Nacional de Colombia y la Universidad de Bogotá Jorge Tadeo Lozano. 
En 1999, fue galardonado con el Johnnie Walker Art Prize, otorgada por Paulo Herkenhoff, para su instalación "Espacio Preservado II", presentado en la Biblioteca Luis Ángel Arango.
Entre 2011 y 2012 fue artista invitado en el programa DAAD de Berlín.
Es parte de la Artista Pension Trust en México.

## Colecciones públicas
- 1989 Museo La Tertulia, Cali
- 1989 Museo de Arte Moderno de Río de Janeiro
- 1990 Museo de Arte Moderno de Bogotá
- 1992 Museo de Arte de la Universidad Nacional, Bogotá
- 1993 Museo de Arte Moderno de Popayán
- 1994 Museo de Bellas Artes de Caracas
- 1998 Museo de Arte Moderno de Barranquilla
- 2003 Museo de Arte Contemporáneo de Caracas[2]
- 2011 Biblioteca Luis Ángel Arango, Bogotá

## Galería

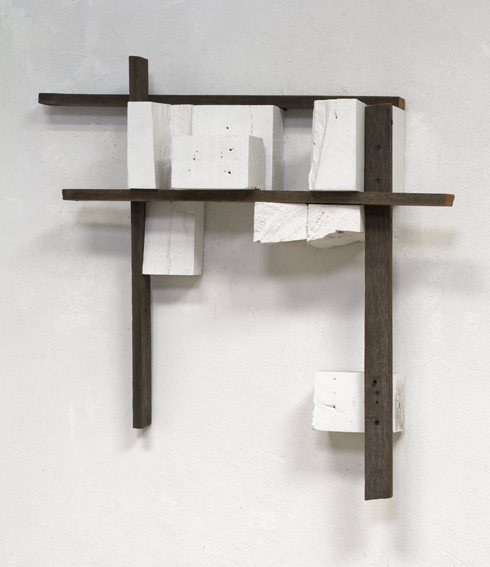
Topológico (2008)
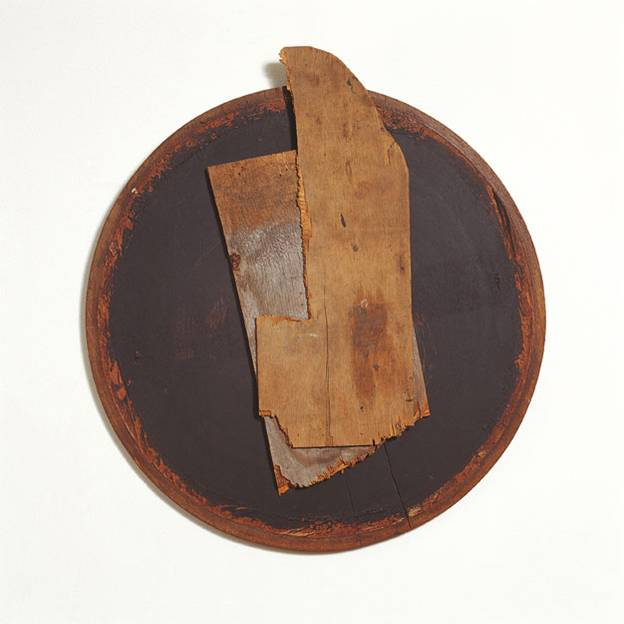
Fuera del Círculo (1988)
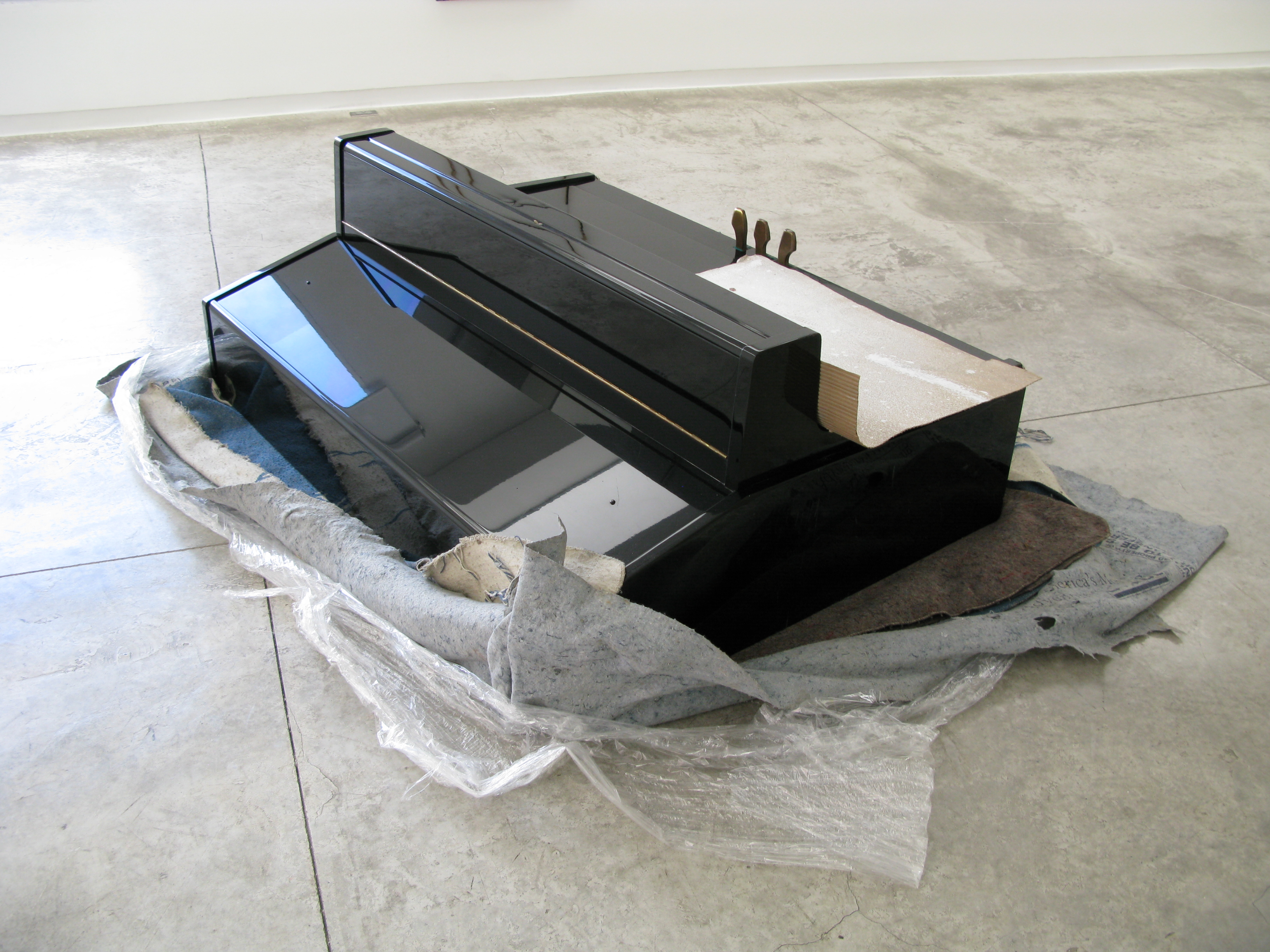
Piano herido (2009)
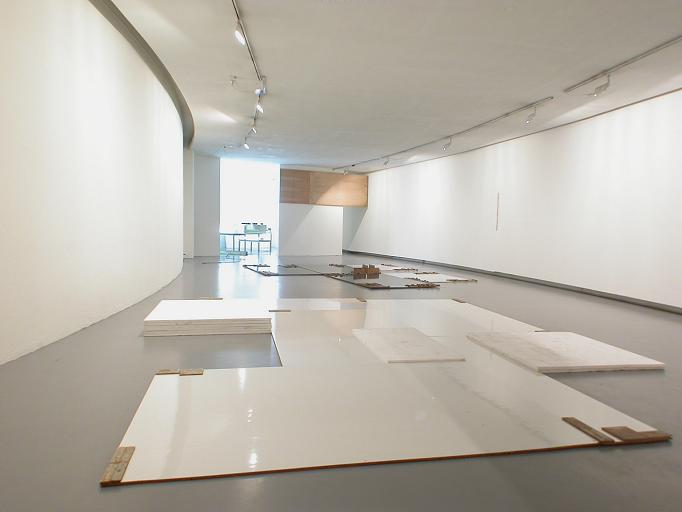
Local  2003)
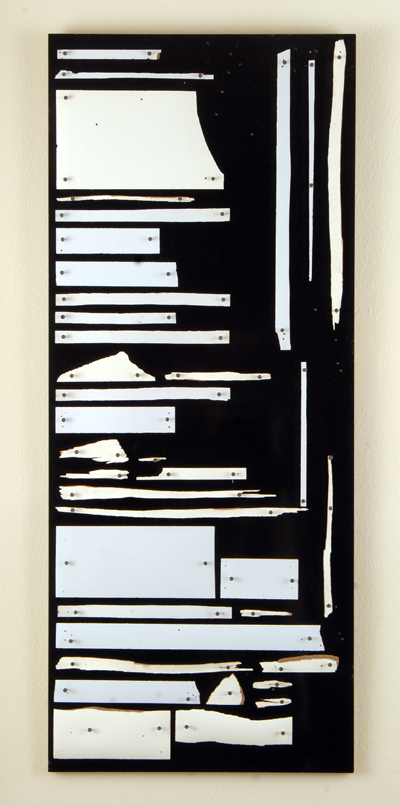
Taxonomía (2000)
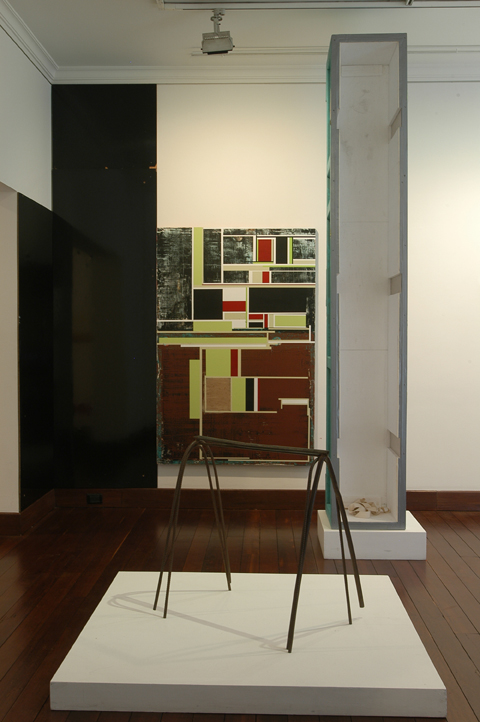
Circunstancia (2005)
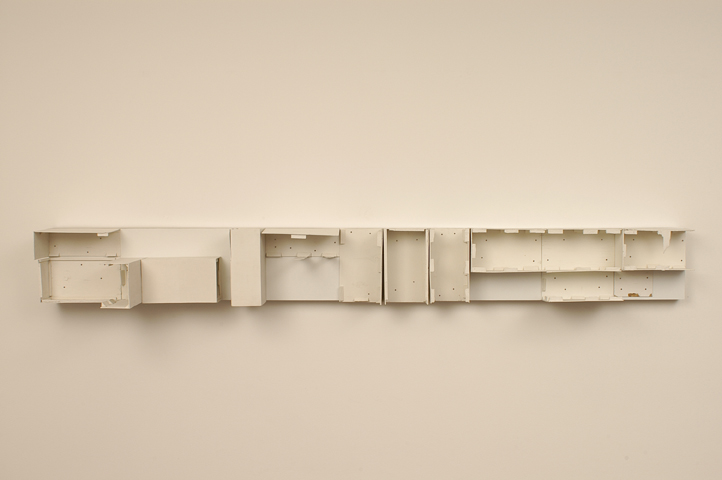
White Out (2001)
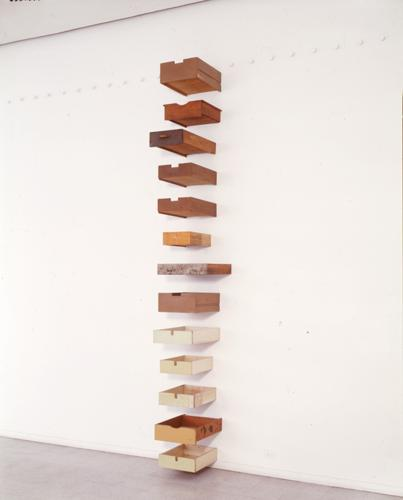
Cajones (2001)